# Allium haemanthoides
Allium haemanthoides là một loài thực vật có hoa trong họ Amaryllidaceae. Loài này được Boiss. & Reut. ex Regel mô tả khoa học đầu tiên năm 1875.